# 4761 Urrutia
4761 Urrutia је астероид главног астероидног појаса са средњом удаљеношћу од Сунца која износи 2,339 астрономских јединица (АЈ).
Апсолутна магнитуда астероида је 13,6.